# Ломоносовський проспект (станція метро)
«Ломоносовський проспект» (рос. Ломоносовский проспект) — станція Солнцевської лінії Московського метрополітену, відкрита 16 березня 2017 року. У складі дистанції «Парк Перемоги» — «Раменки». Розташована у районі Раменки уздовж Мічурінського проспекту, біля його перетину з Ломоносовським проспектом

## Технічна характеристика

План станції «Ломоносовський проспект»

Колонна двопрогінна мілкого закладення (глибина закладення — 15 м), з однією острівною платформою
Ширина міжколії — 14,9 м. Крок колон — 6 м. Висота від рівня платформи до низу перекриття — 6 м.

### Колійний розвиток
Станція без колійного розвитку.

## Виходи
Станція розташована з північно-східної сторони перетину Мічурінського і Ломоносовського проспектів. Вона має два підземних вестибюля: південно-західний сполучений з платформою сходами і суміщений з підземними пішохідними переходами під площею Індіри Ганді, а північно-східний сполучений з платформою ескалаторами і забезпечує вихід на південно-східну сторону Мічурінського проспекту поблизу від будівлі Інституту механіки МГУ. Загалом на рівень землі ведуть шість сходових спусків, накритих п'ятьма типовими скляними павільйонами. Доступність маломобільних пасажирам забезпечують ліфти з платформи до рівня вестибюлів і з переходів до рівня землі. Для запобігання негативного впливу на будівлі Інституту механіки станція має підвищений віброзахист колії.

## Оздоблення
На стелі, колійних стінах і звернених до них гранях колон є багатошарові металеві панелі з пористим заповненням і шліфованою нейтрального сірого кольору, частина стін вестибюлів виконані з об'ємного глазурованого керамічного каменю тих же кольорів. Виконані на синьому тлі малюнки "з графічними елементами у вигляді пересічних рядів цифр, які символізують точні науки і віддзеркалюють зв'язок станції з розташованим поблизу університетом і науковою діяльністю Ломоносова. Використані в оформленні ряди цифр є фрагментами послідовності чисел Фібоначчі (наприклад, 1, 1, 2, 3, 5, 8, 13, 21, 55, 89 тощо).

## Пересадки
- Автобуси:м17, е29, 57, 67, 103, 113, 130, 187, 260, 266, 464, 470, 661, 845, т34